# Porencefalia
La porencefalia es una enfermedad extremadamente rara del sistema nervioso central que involucra un quiste o una cavidad en un hemisferio cerebral. Estos son generalmente el resultado de lesiones destructivas, aunque también pueden ser debidos a un desarrollo anormal. El proceso puede ocurrir antes o después del nacimiento.

## Causas
La porencefalia tiene un número de causas diversas, a menudo desconocidas, incluyendo una falta en el desarrollo del cerebro o la destrucción del tejido cerebral. 

## Cuadro clínico
Los niños más seriamente afectados muestran los síntomas del trastorno poco después del nacimiento y el diagnóstico se realiza generalmente antes del primer año de edad. Las muestras pueden incluir retrasos en el crecimiento y el desarrollo, paresia espástica (parálisis leve o incompleta), hipotonía (tono muscular disminuido), convulsiones (espasmos infantiles frecuentes) y macrocefalia o microcefalia.
Los individuos con porencefalia pueden presentar un ausente o bajo desarrollo del habla, epilepsia, hidrocefalia y contracciones espásticas (contracción o acortamiento de músculos) y retraso mental. 

## Diagnóstico
La presencia de quistes porencefálicos se puede detectar a veces realizando una transiluminación del cráneo en la infancia. El diagnóstico se puede confirmar por tomografía computarizada, resonancia magnética o una ultrasonografía.

## Tratamiento
El tratamiento puede incluir terapia física, medicación para los trastornos convulsivos y una derivación (shunt) para la hidrocefalia. 

## Pronóstico
El pronóstico para los individuos con porencefalia varía según la localización y el grado de la lesión. Algunos pacientes con este trastorno solamente desarrollan problemas neurológicos de menor importancia y poseen una inteligencia normal, mientras que otros pueden quedar seriamente impedidos. Otros pueden morir antes de llegar a la segunda década de vida.